# Anton Weck
Anton Weck (* 10. Januar 1623 in Annaberg; † 21. September 1680 in Bautzen) war ein kurfürstlich-sächsischer Rat und Geheimer Reichssekretär sowie der Verfasser einer Dresdner Chronik.

## Leben
Anton Weck wurde als Sohn eines Annaberger Wollhändlers geboren. Die Familie zog nach einem Stadtbrand 1630 nach Chemnitz um, kehrte aber bereits ein Jahr später zurück.
Seinen ursprünglichen Plan zu studieren konnte er, bedingt durch die Notzeit des Dreißigjährigen Krieges, nicht umsetzen. Stattdessen ging er 1635 nach Dresden und wurde Schreiber beim Protonotar Luhn im Oberkonsistorium. Dieser nahm sich besonders seiner Ausbildung an. Danach arbeitete er beim Oberhofprediger Hoë von Hoënegg, bevor er im Jahre 1641 eine Stellung an der kurfürstlichen Hofkanzlei annahm. Im Jahr 1645 nahm Weck an den Verhandlungen teil, die zum Waffenstillstand von Kötzschenbroda führten, bei dem Sachsen aus dem Krieg ausschied. Ab 1648 war er für das ausländische Sekretariat und die Registratur beim alten Kanzleiarchiv zuständig. Im Jahre 1662 übernahm er das geheime Reichssekretariat und wurde zum Rat ernannt. Auch die oberlausitzschen Angelegenheiten oblagen seiner Verantwortung. Aufgrund seiner Stellung begleitete er den Kurfürsten zu den Reichstagen und wurde mit weiteren diplomatischen Aufträgen betraut. So reiste er 1660 und 1661 nach Wien und 1662 nach Gotha.
Nach 1665 heiratete er die Witwe des Arztes und Alchimisten August Hauptmann, Anna Maria geb. Macasius (1615 – 1681), Tochter des Zwickauer Apothekers Paul Macasius.
Die 1671 dem Kurfürsten Johann Georg II. vorgelegte Planung zu einem Werk über die sächsische Geschichte gelangte nicht mehr zur Ausführung. Eine umfassende Arbeit zur Geschichte der Stadt Dresden jedoch, an der er 30 Jahre gearbeitet hatte, wurde 1680 veröffentlicht. Sie beinhaltet u. a. sowohl topografische Angaben und Informationen zur Kulturgeschichte als auch Geschichtliches über das Fürstenhaus und dessen Festlichkeiten. Beigefügt sind zudem zahlreiche Urkunden.
Wegen des Ausbruchs einer Pestepidemie siedelte er mit seinem Kollegium 1680 nach Bautzen über, wo er noch im selben Jahr verstarb.

## Trivia
Aus seinem Vermögen vermachte er seiner Vaterstadt mehrere Stiftungen. Ebenso ließ er die Brüstungen der Empore in der Kirche des Dresdner Bartholomäihospitals mit bildlichen Darstellungen der biblischen Geschichte schmücken.
Anton Weck war zweimal verheiratet, in erster Ehe mit Susanna Weck, geb. Haußmann, und in zweiter Ehe mit Anna Maria Weck, geb. Macasius, verw. Hauptmann. Er hatte 5 Söhne und 3 Töchter aus erster Ehe. 
Neben zwei Grundstücken in Dresden besaß Weck Ländereien in Kötzschenbroda, unter anderem ein Bauerngut am Markt (heute Altkötzschenbroda 32) sowie die Weinberge Sandleithe und Schildberg. Ob ihm oder seiner Familie auch die Weckischen Hohenberge zuzuordnen sind, wäre zu klären.

## Schriften
- Der Churfl.-Sächs. weit beruffenen Residentz und Haupt-Vestung Dresden Beschreib- und Vorstellung, Nürnberg 1679, 2. Aufl. 1680, auch als CD-ROM im Verlag Dresden Buch, Dresden 2009, ISBN 978-3-9812287-1-7, Online Ressource: .

## Gedenken
Ihm zu Ehren ist in Dresden-Löbtau im Jahre 1926 die vormalige Oststraße in Anton-Weck-Straße umbenannt worden.